# Белоногов, Поликарп Петрович
Поликарп Петрович Белоногов — советский хозяйственный, государственный и политический деятель.

## Биография
Родился в 1931 году в селе Симанята. Член КПСС.
Окончил Сибирский металлургический институт, ВПШ при ЦК КПСС.
В 1954—1959 — преподаватель, комсорг Прокопьевского горного техникума, первый секретарь Рудничного райкома ВЛКСМ города Кемерова, второй секретарь Кемеровского обеома ВЛКСМ.
В 1959—1963 — инструктор отдела партийных органов Кемеровского обкома КПСС, секретарь, второй секретарь Осинниковского горкома КПСС.
В 1963—1968 — председатель Осинниковского горисполкома.
В 1970—1979 — первый секретарь Ленинск-Кузнецкого горкома КПСС.
В 1979—1984 — заместитель начальника по экономике, начальник политотдела УИТЛ УМВД по Кемеровской области.
Делегат XXV съезда КПСС.
Жил в Кемерове.

## Награды
- Орден Трудового Красного Знамени (19.02.1974)
- Орден Знак Почёта (04.11.1967)